# Козир Сергій Васильович
Сергій Васильович Козир (нар. 4 квітня 1979, Дергачі, Київ, УРСР) — український футболіст та тренер, виступав на позиції нападника та півзахисника.

## Життєпис
Народився в Києві. Футболом розпочав займатися футболом у 1997 році в друголіговій «Оболоні-ППО», в якій відіграв 4 матчі. Наступний сезон провів у бориспільському «Борисфені», у 1999 році грав за аматорський «Старт» з Києва. Напередодні початку сезону 1999/00 років перейшов до «Прикарпаття». Дебютував у Вищій лізі 16 квітня 2000 року в переможному (2:1) домашньому поєдинку 20-о туру проти тернопільської «Ниви». Сергій вийшов на поле в стартовому складі та відіграв увесь матч. У складі прикарпатців зіграв 5 матчів у Вищій лізі, ще 2 поєдинки провів у друголіговому фарм-клубі івано-франківців, «Прикарпатті-2». У 2000 році перейшов до «Борисфена». У сезоні 2002/03 років допоміг бориспольцям завоювати срібні нагороди та вибороти путівку до Вищої ліги. У 2004 році перейшов до «Чорноморця», за який дебютував 14 березня в нічийному (1:1) виїзному поєдинку 16-го туру Вищої ліги проти кіровоградської «Зірки». Козир вийшов на поле на 78-й хвилині, замінивши Максима Стояна. На поле виходив не часто, зіграв 7 матчів у Вищій лізі (у сезоні 2004/05 — 5 матчів за дубль), ще 1 поєдинок провів у кубку України.
У 2004 році перейшов до «Оболоні», за яку дебютував 1 березня 2005 року в програному (0:3) виїзному поєдинку 16-го туру Вищої ліги проти дніпропетровського «Дніпра». Сергій вийшов на поле в стартовому складі та відіграв увесь матч. Був гравцем основної обойми (15 матчів, 1 гол у Вищій лізі). У 2005 році переїхав до Білорусі, де уклав контракт з мінським «Динамо». У складі «динамівців» у Вищій лізі зіграв 4 матчі, 1 поєдинок провів у кубку Білорусі, ще 2 поєдинки провів у єврокубках. Того ж року повернувся до «пивоварів», виступав за першу (7 матчів, 1 гол) та другу команду столичного клубу в першій і другій лізі чемпіонату України. У 2007 році перейшов до першолігового черкаського «Дніпра», де став основним гравцем черкащан. За підсумками сезону 2007/08 років вилетів до Другої ліги. У 2010 році захищав кольори аматорських клубів «Зірка» (Київ) та ФК «Путрівка». У 2012 році став гравцем ще аматорського клубу «Колос» (Ковалівка). Разом з командою пройшов шлях від чемпіонату Київської області до Першої ліги чемпіонату України. Під час зимової перерви сезону 2016/17 років завершив кар'єру футболіста.

## Досягнення

### На професіональному рівні
«Борисфен»
- Перша ліга чемпіонату України
  -  Срібний призер (1): 2002/03

«Колос» (Ковалівка)
- Друга ліга чемпіонату України
  -  Чемпіон (1): 2015/16

### На аматорському рівні
«Колос» (Ковалівка)
- Аматорський чемпіонат України
  -  Бронзовий призер (1): 2015

- Чемпіонат Київської області
  -  Срібний призер (1): 2012, 2013, 2014

- Кубок Київської області
  -  Володар (1): 2014

- Суперкубок Київської області
  -  Володар (3): 2012 2013, 2014

- Меморіал Олександра Щанова
  -  Фіналіст (2): 2012, 2013

- Меморіал Олега Макарова
  -  Володар (1): 2015